# نوکیا ئی۷۵
نوکیا ئی۷۵ یک‌نمونه از گوشی‌های تلفن همراه سری ئی شرکت نوکیا می‌باشد که توسط همین شرکت به بازار عرضه شده‌است.